# Benjamin Corgnet
Benjamin Corgnet (Thionville, 6 de abril de 1987) é um futebolista profissional francês que atua como meia.

## Carreira
Benjamin Corgnet começou a carreira no Monts.